# 辻堂東海岸
辻堂東海岸（つじどうひがしかいがん）は、神奈川県藤沢市にある地名。現行行政地名は辻堂東海岸一丁目から辻堂東海岸四丁目。住居表示実施済み区域。

## 地理
藤沢市の南部に位置する。東に引地川、南に辻堂海岸がある。
北は辻堂元町および辻堂太平台、東は鵠沼海岸、西は辻堂西海岸である。北から順に一丁目から四丁目までがある。

### 地価
住宅地の地価は、2023年（令和5年）1月1日の公示地価によれば、辻堂東海岸1-14-19の地点で23万5000円/m2となっている。

## 歴史
平安時代は、大庭御厨の一部で伊勢神宮の荘園であった。
林古渓が「浜辺の歌」の作詞をする際、当地の海岸を思い出し作詞したという説が一般的である。

### 沿革
- 平安時代中期（10世紀） - 相模国高座郡土甘（とかみ・となみ）郷の一部となる。
- 1104年（長治元年）ころ - 鎌倉景正が大庭御厨を開拓し、その一部となる。
- 鎌倉時代 - 辻堂および茅ヶ崎を含む広域の地名で「八的ヶ原」（やまとがはら）、後に「八松ヶ原」（やつまつがはら）と呼ばれる。

- 1873年（明治6年）5月1日 - 神奈川県が区番組制を施行し、辻堂村は第17区となる。小字および地番が制定される。
- 1878年（明治11年）11月18日 - 郡区町村編制法により、行政区画としての高座郡辻堂村が編成され、当地はその一部となる。
- 1889年（明治22年）4月1日 - 町村制が施行され、辻堂村、大場村、羽鳥村および稲荷村が合併し、神奈川県高座郡明治村となる。
- 1908年（明治41年）4月1日 - 明治村、藤沢大坂町および鵠沼村が合併して、藤沢町となる。
- 1935年（昭和10年）8月24日 - 神奈川県道辻堂線（後の神奈川県道308号辻堂停車場辻堂線）が開通。
- 1940年（昭和15年）10月1日 - 藤沢町が市政を敷き、藤沢市となる。
- 1944年（昭和19年）8月25日 - 字浜見山に、官立無線電信講習所が藤沢分教場（後の電気通信大学藤沢分校）を設置。
- 1945年（昭和20年）5月8日 - 辻堂国民学校（後の藤沢市立辻堂小学校）が現在地に移転[7]。
- 1956年（昭和31年）4月1日 - 旧電気通信大学藤沢分校の木造校舎を改修し、校地7270坪で藤沢市立湘洋中学校の開校が決定。職員13人をもって開校。
- 1961年（昭和36年）5月29日 - 神奈川県道藤沢小和田線（後の神奈川県道30号戸塚茅ヶ崎線）が開通。
- 1967年（昭和42年）10月1日 - 辻堂東海岸一丁目から四丁目までを新設[8]。

### 町名の変遷
| 実施後           | 実施年月日    | 実施前（特記なければ、各字名ともその一部）           |
| ---------------- | ------------- | ---------------------------------------------------- |
| 辻堂東海岸一丁目 | 1967年10月1日 | 大字辻堂字太平台・字出口・字浜見山・字チヨン（全域） |
| 辻堂東海岸二丁目 | 1967年10月1日 | 大字辻堂字浜見山・字地蔵袋                           |
| 辻堂東海岸三丁目 | 1967年10月1日 | 大字辻堂字浜見山・字地蔵袋                           |
| 辻堂東海岸四丁目 | 1967年10月1日 | 大字辻堂字浜見山・字地蔵袋                           |

## 世帯数と人口
2023年（令和5年）9月1日現在（藤沢市発表）の世帯数と人口は以下の通りである。
| 丁目             | 世帯数    | 人口    |
| ---------------- | --------- | ------- |
| 辻堂東海岸一丁目 | 959世帯   | 2,343人 |
| 辻堂東海岸二丁目 | 801世帯   | 2,196人 |
| 辻堂東海岸三丁目 | 757世帯   | 1,820人 |
| 辻堂東海岸四丁目 | 477世帯   | 1,213人 |
| 計               | 2,994世帯 | 7,572人 |

### 人口の変遷
国勢調査による人口の推移。
| 年                 | 人口  |
| ------------------ | ----- |
| 1995年（平成7年）  | 6,384 |
| 2000年（平成12年） | 6,788 |
| 2005年（平成17年） | 7,011 |
| 2010年（平成22年） | 7,164 |
| 2015年（平成27年） | 7,177 |
| 2020年（令和2年）  | 7,252 |

### 世帯数の変遷
国勢調査による世帯数の推移。
| 年                 | 世帯数 |
| ------------------ | ------ |
| 1995年（平成7年）  | 2,302  |
| 2000年（平成12年） | 2,440  |
| 2005年（平成17年） | 2,587  |
| 2010年（平成22年） | 2,697  |
| 2015年（平成27年） | 2,715  |
| 2020年（令和2年）  | 2,817  |

## 学区
市立小・中学校に通う場合、学区は以下の通りとなる（2015年6月時点）。
| 丁目             | 番地 | 小学校             | 中学校             |
| ---------------- | ---- | ------------------ | ------------------ |
| 辻堂東海岸一丁目 | 全域 | 藤沢市立辻堂小学校 | 藤沢市立湘洋中学校 |
| 辻堂東海岸二丁目 | 全域 | 藤沢市立辻堂小学校 | 藤沢市立湘洋中学校 |
| 辻堂東海岸三丁目 | 全域 | 藤沢市立辻堂小学校 | 藤沢市立湘洋中学校 |
| 辻堂東海岸四丁目 | 全域 | 藤沢市立辻堂小学校 | 藤沢市立湘洋中学校 |

## 事業所
2021年（令和3年）現在の経済センサス調査による事業所数と従業員数は以下の通りである。
| 丁目             | 事業所数  | 従業員数 |
| ---------------- | --------- | -------- |
| 辻堂東海岸一丁目 | 61事業所  | 382人    |
| 辻堂東海岸二丁目 | 25事業所  | 93人     |
| 辻堂東海岸三丁目 | 23事業所  | 72人     |
| 辻堂東海岸四丁目 | 18事業所  | 147人    |
| 計               | 127事業所 | 694人    |

### 事業者数の変遷
経済センサスによる事業所数の推移。
| 年                 | 事業者数 |
| ------------------ | -------- |
| 2016年（平成28年） | 98       |
| 2021年（令和3年）  | 127      |

### 従業員数の変遷
経済センサスによる従業員数の推移。
| 年                 | 従業員数 |
| ------------------ | -------- |
| 2016年（平成28年） | 424      |
| 2021年（令和3年）  | 694      |

## 交通

### バス
- 神奈川中央交通
  - 藤04系統 藤沢駅北口行、辻堂団地行
  - 藤06系統 藤沢駅北口行、辻堂駅南口行
- 江ノ電バス
  - 藤06長久保系統 藤沢駅北口行、辻堂駅行
  - J4太平台系統 鵠沼車庫前行、辻堂駅行
  - J3浜見山系統 鵠沼車庫前行、辻堂駅行
  - F35系統 辻堂駅行

### 道路
- 国道134号
- 神奈川県道30号戸塚茅ヶ崎線
- 神奈川県道308号辻堂停車場辻堂線

## 施設
- 藤沢市立辻堂小学校
- 藤沢市立湘洋中学校
- 藤沢市辻堂市民センター
- 藤沢警察署浜見山交番

## その他

### 日本郵便
- 郵便番号 : 251-0045[3]（集配局 : 藤沢郵便局[18]）。